# Vignacourt
Vignacourt är en kommun i departementet Somme i regionen Hauts-de-France i norra Frankrike. Kommunen ligger i kantonen Picquigny som tillhör arrondissementet Amiens. År 2022 hade Vignacourt 2 280 invånare.

## Befolkningsutveckling
Antalet invånare i kommunen Vignacourt
| Referens: INSEE |